# Срок за влюбване
„Срок за влюбване“ (на английски: Two Weeks Notice) е английски филм от 2002 г. Участват актьорите Хю Грант, Сандра Бълок и други.

## „Срок за влюбване“ в България
Филмът има дублаж на български език на Арс Диджитал Студио по Нова телевизия през 2009 г. Екипът се състои от:
| Преводач             | Захари Генчев                                                               |
| Озвучаващи артисти   | Елена Русалиева Нина Гавазова Иван Танев Димитър Иванчев Светозар Кокаланов |
| Режисьор на дублажа  | Ралица Ботева                                                               |
| Техническа обработка | Арс Диджитал Студио                                                         |
| Тонрежисьор          | Михаил Михайлов                                                             |

На 15 октомври 2011 г. bTV излъчи филма с български дублаж за телевизията. Екипът се състои от:
| Преводач            | Полина Николова                                                           |
| Режисьор на дублажа | Чавдар Монов                                                              |
| Тонрежисьор         | Наско Кашаров                                                             |
| Озвучаващи артисти  | Яна Огнянова Лидия Вълкова Веселин Ранков Радослав Рачев Стефан Димитриев |